# Bistum Catarman
Das Bistum Catarman (lat.: Dioecesis Catarmaniensis) ist eine auf der Insel Samar auf den Philippinen gelegene römisch-katholische Diözese mit Sitz in Catarman. Es umfasst die Provinz Northern Samar.

## Geschichte
Papst Paul VI. gründete es mit der Apostolischen Konstitution Quae ampliores am 5. Dezember 1974 aus Gebietsabtretungen der Bistümer Bacolod und Calbayog und es wurde dem Erzbistum Cebu als Suffragandiözese unterstellt.
Am 15. November 1982 wurde es dem Erzbistum Palo als Suffragandiözese unterstellt.

## Bischöfe von Catarman
- Angel T. Hobayan (12. Dezember 1974 – 10. März 2005)
- Emmanuel Celeste Trance (10. März 2005 – 8. Dezember 2023)
- Nolly Buco (seit 18. Oktober 2024)